# 은공장
은공장(銀工匠)은 은으로 공예품을 만드는 기술과 그 기술을 가진 사람을 말한다.

## 개요
은공예품으로는 여성들이 쓰던 노리개 및 귀걸이, 장도, 비녀, 반지 등의 장신구가 있으며, 은수저, 은주발, 대접, 폐백주전자, 은쟁반, 은구절판 등 일상생활품도 있다. 은공예품에 모양을 내는 방법으로는 은 바탕에 갖가지 색을 염색한 규사가루를 녹여 붙여 여러 가지 무늬를 나타내는 칠보와 은 위에 모양을 내며 붙이는 금부가 있다.
은공예에 쓰이는 조각기법으로는 상감과 입사가 있는데, 상감은 금속표면에 홈을 파고 은을 박아 넣는 기법이다. 입사는 금속표면을 정으로 쪼아 거칠게 하고 여기에 은을 붙이고, 다시 정으로 쪼아 문양을 만들고 이외의 부분은 벗겨지도록 하는 조각기법이다.
은공장은 전통적인 공예기술로서 김원택씨가 기능보유자로 인정되어 그 맥을 이어가고 있다.

## 보유자
| 성명   | 성별 | 생년월일            | 기.예능 | 주소                            | 인정일자 | 해제일자   | 비고  |
| ------ | ---- | ------------------- | ------- | ------------------------------- | -------- | ---------- | ----- |
| 이정훈 | 남   | 1935.4.3 ~2017.9.23 | 은공예  | 강서구 공항대로39길 (이하 생략) |          | 2017.10.26 | [ 1 ] |

## 같이 보기
- 금세공인

## 참고 문헌
- 은공장 - 국가유산청 국가유산포털